# می‌خواره
می‌خواره (به هندی: Sharaabi) فیلمی محصول سال ۱۹۸۴ و به کارگردانی پراکاش مهرا است. در این فیلم بازیگرانی همچون آمیتاب باچان، جایا پرادا، پران، اوم پراکاش، بهارات بوشان، ای. کی. هانگال، سورش اوبروی، اسمیتا پاتیل ایفای نقش کرده‌اند.